# Países Baixos Austríacos
```
   |-
       |
Erro:
:  
valor não especificado para "
nome_comum
"

   [[Categoria:Estados extintos da Europa|Países Baixos Austríacos, 
1714
]]
```

Países Baixos Austríacos (em alemão Österreichische Niederlande; em neerlandês Oostenrijkse Nederlanden) foi a denominação da parte sul do território da região dos Países Baixos (Países Baixos do Sul) enquanto esta esteve sob domínio austríaco. O domínio austríaco da região teve início em 1714 e durou até 1797. Depois os Países Baixos Austríacos foram cedidos pela Áustria à França.

## História
O imperador Carlos VI da Áustria adquiriu os Países Baixos do Sul em 1713 através da Paz de Utrecht e regeu sobre a região até 1740. Em seguida ele foi sucedido por sua filha Maria Teresa que por sua vez foi sucedida pelo seu filho, o imperador romano-germânico José II, em 1780.

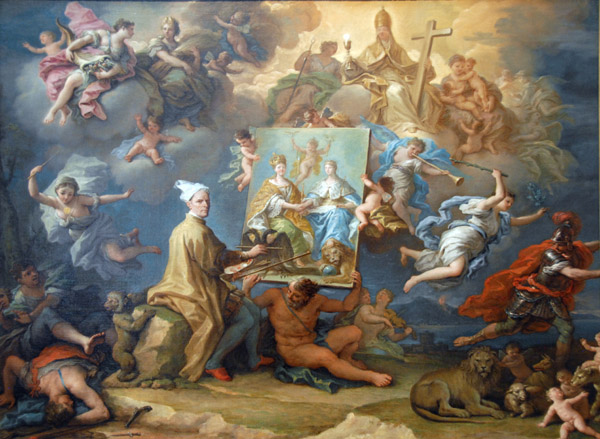
Alegoria de Utrecht

Em virtude de medidas tomadas durante o governo do último, teve início uma revolta na parte norte da região que resultou na proclamação dos Estados Belgas Unidos em 1790. Porém, no mesmo ano os austríacos restauraram seu domínio sobre a região. Em seguida, o território inteiro dos Países Baixos do Sul foi ocupado pelos franceses em 1792. Com a derrota dos franceses no ano seguinte o domínio austríaco sobre a região foi novamente restaurado. Após a definitiva vitória dos franceses em 1794 os Países Baixos Austríacos foram anexados pela França. Três anos depois, durante as Guerras Napoleônicas, a Áustria cedeu o território dos Países Baixos Austríacos à República Francesa.